# 레티그나노

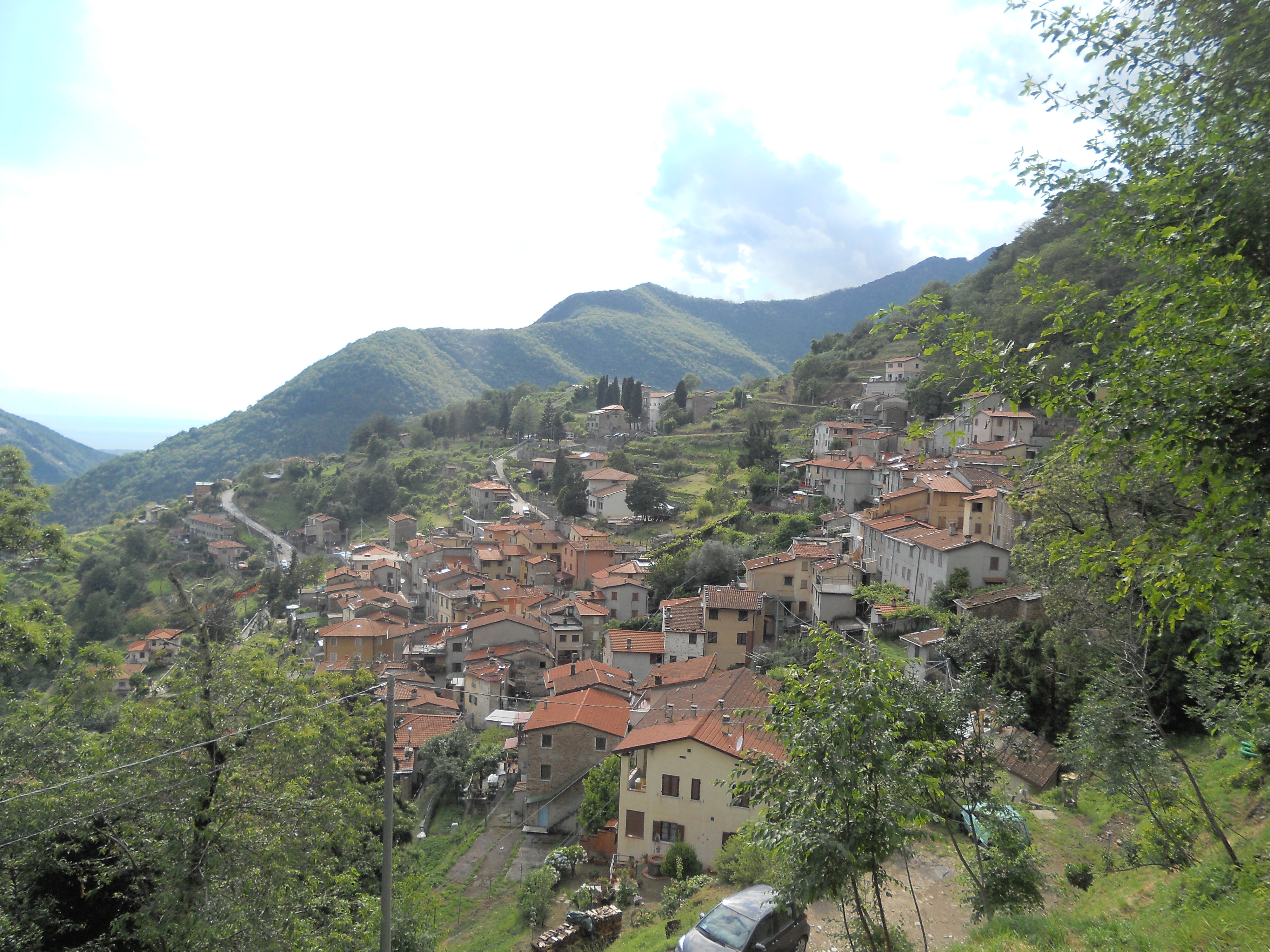

레티그나노(Retignano)는 이탈리아 토스카나주, 루카 현의 스타제마 지역에 위치한 마을이다. 초기엔 북유럽에서 온 리구리 아푸아니족의 작은 정착지였다. 그리고 기원전 177년에 로마 제국에 복속되면서 아푸아네 알프스 지역에서 가장 번성한 로마의 식민지가 된다. 또 이곳은 바다에서 오는 적을 쉽게 볼 수 있었기에 안식처 역할을 했고 목제와 대리석 등 다양한 자원이 풍부해 전략적 요충지 역할도 했다. 도시국가라는 형태를 취한 수 세기의 자치 기간은 1776년 피에트로 레오폴트 대공에 의해 루카 자치령으로 복속되며 끝을 맺게 된다. 레티그나노도 한때 루카 자치령이었던 곳의 일부다. 레티그나노는 19세기 중반에 대리석 채석장으로 다시 한번 번성기를 맞게 되는데 채석장의 자금을 대던 영국인들이 좋아는 바디글리오 피오리토라는 대리석의 산지였다.
1차, 2차 세계대전을 거치며 마을은 더 큰 도시나 외국으로의 이민에 의한 (주로 북미나 아르헨티나) 급격한 인구감소를 겪었다. 독일군에 의해 공격받고 지리적 이점 때문에 착취당했으며 고딕 라인 전투 때 미군이 군사기지를 설치하면서 일종의 재 식민지화를 겪었다.